# Рыжов, Олег Сергеевич
Рыжов Олег Сергеевич (род. 10 апреля 1932 года, Тула) — советский, российский и американский учёный в области теоретической аэромеханики и педагог высшей школы.
Доктор физ.-мат. наук (1965), профессор.
Адъюнкт-профессор Калифорнийского университета (Дэвис)

## Биография
Родился в семье служащих. Отец, Сергей Николаевич, впоследствии — доктор сельскохозяйственных наук, академик АН УзССР и вице-президент АН УзССР (1966—1981), член-корреспондент ВАСХНИЛ. Мама, Анастасия Васильевна, преподавала химию в средней школе.
В 1934 году вместе с родителями переехал в Ташкент. Окончил среднюю школу № 94 в Ташкенте, с золотой медалью.
В 1949 году поступил в Московский физико-технический институт, который окончил в 1955 году по специальности аэромеханика. Ученик С. А. Христиановича
С 1955 по 1961 год работал в Институте химической физики АН СССР.
В 1961—1991 годах ведущий научный сотрудник ВЦ РАН, заведующий сектором процессов переноса (1968), заведующий сектором асимптотических методов (1989).
В 1960 году защитил диссертацию на соискание учёной степени кандидата физико-математических наук по теме «Особенности газовых течений в соплах Лаваля».
В 1965 году защитил диссертацию на соискание учёной степени доктора физико-математических наук по теме «Исследование трансзвуковых течений в соплах Лаваля».
Научные интересы в области трансзвуковой аэродинамики, динамики разреженного газа. Создал научную школу в области теоретической аэромеханики (среди прямых учеников доктора физико-математических наук В. В. Аристов, В. Н. Диесперов, В. И. Жук, Ю. Б. Лифшиц, Е. Д. Терентьев и др.)
Член Российского национального комитета по теоретической и прикладной механике (избр. 1983)
Член оргкомитета Симпозиума IUTАМ «Ламинарно-турбулентный переход» (Новосибирск, 9-13 июля 1984 года)
Преподавал в МФТИ (1956—1958), (1960—1991), доцент (1964), профессор (1971)
С 1991 года живёт и работает в США, сотрудник ряда ведущих американских научных центров (Rensselaer Polytechnic Insitute, Troy, NY; Department of Mechanical and Aeronautical Engineering, University of California Davis, Davis и др.).

### Редактирование
- Христианович С.А. Механика сплошной среды/ С. А. Христианович; Авт. предисл. Г. И. Баренблатт, О. С. Рыжов. 483 с. ил., 1 л. портр. 22 см. М.: Наука, 1981.

### Переводы
Коул Дж. Методы возмущений в прикладной математике. М.: Мир, 1972. 276 с. (Редактор перевода)

### Публицистика
- Баренблатт Г.И., Рыжов О.С. О трудах академика Сергея Алексеевича Христиановича и о нём самом // Христианович С.А. Механика сплошной среды: [Избр. работы] / Отв. ред. Ишлинский А.Ю., Баренблатт Г.И. - М.: Наука, 1981. - С. 3-18.